# Museo Mateo Manaure
El Museo Mateo Manaure está ubicado en Maturín, Venezuela. Forma parte del Complejo Cultural de Maturín. Es llamado así en honor del artista Mateo Manaure.

## Historia
Fue inaugurado el 19 de noviembre de 2008. Posee 15 mil metros cuadrados de construcción. Su construcción, fue iniciada gracias al apoyo de Luis Eduardo Martínez; quien fuese gobernador del Estado Monagas. El Proyecto fue ejecutado por un grupo de arquitectos dirigidos por Harry Frontado y Freddy Carreño, tuvo un costo de 6 millardos de bolívares.

Mateo Manaure donó para el museo 44 piezas de su colección personal. Entre estas se incluyen una escultura y tres reproducciones fotográficas de los murales que se encuentran en los jardines de la Universidad Central de Venezuela. También la Fundación Cisneros y la Fundación Museos Nacionales habían otorgado muestras artísticas de otros autores.

## El edificio sede
El museo está ubicado en un edificio de 5 pisos. Tiene cuatro salas para exposiciones de más de 500 metros cuadrados cada una, un sótano, una terraza y áreas verdes. El edificio tiene ventanas grandes que permiten la entrada de la luz solar, un sistema de aire acondicionado y un equipo de guías que orientan al público de maturin.

## Salas y departamentos
El museo tiene una Sala para Proyectos Comunitarios (ideados por la colectividad o en conjunto con ella) y una Sala de Audiovisuales para proyectar documentales, cine experimental y videoarte.
El museo cuenta con un Departamento de Educación (para estimular la realización de talleres para niños y adolescentes), un Departamento de Registro, un Departamento de Conservación y un Centro de Información y Documentación sobre manifestaciones culturales.